# 雨 (麥當娜歌曲)
〈雨〉（英語：Rain）是美國女歌手瑪丹娜在1993年7月發行的歌曲，為她第五張錄音室專輯《情慾》（英語：Erotica）中所推出的第五首單曲。〈雨〉在告示牌單曲榜上最高成績為第14名。

## 資料

### 歌曲簡介
〈雨〉由瑪丹娜和她的音樂搭檔Shep Pettibone兩人共同譜寫製作，細緻的音樂編排加上為符合歌曲意境特意加入的雷聲音效，打造出這首純淨歌詞又充滿詩意的抒情歌曲，令它在《情慾》專輯中顯得與眾不同。〈雨〉的音樂影片由Mark Romaneck執導，還找來了日本巨星坂本龍一跨刀演出，透過影像所傳達的意念，把原本就已經是傑出的音樂作品，提升到更高的層次，可謂是音樂與影像結合的高峰。

### 商業成績
〈雨〉在1993年7月24日進入單曲榜，首週成績為第52名，搭配著精緻唯美的MV強力放送下，名次一路緩慢往上攀升，終於在1993年9月11日來到它的最高名次第14名，在位一週後繼無力名次始往下掉。雖然〈雨〉沒有進入前十名，但由於它在榜內共停留了20週之久，它還是進入了1993年告示牌年終百大單曲榜，排名為第67名。
〈雨〉在1993年7月31日在英國單曲榜最高成績為第7名。
雖然〈雨〉在排行榜上的表現不如理想，但是它的音樂影片在1993年的MTV音樂錄影帶大獎（VMA）中脫穎而出，獲得「最佳攝影」和「最佳藝術指導」兩項大獎。

### 單曲收錄
〈雨〉最早收錄於瑪丹娜1992年的專輯《情慾》（英語：Erotica）當中，另外亦收錄於她在1995年發行的《情難忘-瑪丹娜性感情歌精選輯》（英語：Something To Remember）之中。